# 熱鬥小馬
《熱鬥小馬》（日语：みどりのマキバオー）是日本漫畫家津野丸的作品，後被改編成動畫在電視上播映。
漫畫的第一部從1994年第50期的週刊少年Jump開始連載，到1997年第18期結束，隨後，同年的第24期又開始了第二部(海外遠征篇)的連載，到了1998年第9期後，劇情已經進行到終盤的連載被中斷，後來才又在週刊少年Jump的增刊號(1998年 SPRING)將劇情作一個完結。
熱鬥小馬曾得到第42回的小學館漫畫賞，並於1998年3月19日時，由Axela在PlayStation上推出遊戲。
另外，其續篇《たいようのマキバオーW》已於2007年起開始連載，至2009年4月已連載100回。故事主角從牧場王轉移為其「外甥」——牧場子的幼子。

## 簡介
在一個貧窮的牧場「綠色牧場」，誕生了一隻小馬「牧場王」，異於父母的稀有毛色令他的出生顯得更加非凡，隨著母親被帶走，他默默的與母親約定好要成為一匹出色的賽馬。在兩歲時的一次偶然，他遇到了最大的勁敵「小瀑布」，隨後將他當成最大的目標而進行各種修練。參加的每場比賽幾乎都有新的困難出現，但在朋友的幫助下總是能解決。就這樣拉屎藏慢慢的朝著成為世界最強賽馬的路前進。

## 牧場

### 綠色牧場
牧場王出生的牧場，是一個極為貧窮簡樸的小牧場，主人是飯富源次郎。

### 崛江牧場
由崛江信彥所經營的牧場，因為飯富源次郎還不起債務，所以崛江信彥便將牧場王的母親綠子帶走，之後牧場王曾兩次到過此地來探訪母親。在新馬戰中自家的馬輸給了牧場王，從此牧場經營狀況逐漸下滑，最後由於經營不慎而倒閉。

### 本多富有牧場
由馬圈中最富有的本多先生所建造的牧場，為全日本擁有最多種設備的廣大牧場，同時也是小瀑布所屬的牧場。

## 登場角色

### 主角（動物）
- 牧場王(ミドリマキバオー)（便便藏、拉屎藏、閃電怪馬、綠色牧場王、牧場王、疾風藏、旋風藏、碧綠國王、綠牧場小霸王）（配音：香港：雷碧娜）

父：塔馬王（東來兵）　母：綠子（翡翠）

主人：飯富源次郎、飯富勝
這部作品的主角。擁有強大的心臟
體色為白色。鼻孔大，身體矮小的一匹馬，常被誤認為是狗
出身於日本北海道鵡川縣的綠色牧場。自幼便因綠色牧場積欠的龐大債務，而與母親分離，這對他日後的比賽生涯有很大的影響，努力贏得比賽不但是為了贏得賞金將母親買回來，更是為了完成與母親的約定並正式和她相認。因馬蹄太大，其弱點為不能在雨天奔跑，後自創「芭蕾舞跑法」將之克服，但由於這種跑法對腳力耗損相當嚴重，所以只在最後的100米中使用。在蒙古，受札比度啟發而重拾自己的野性獨有跑法「疾風飛馳」。隨後更取得有馬記念賽和動畫原創的世界最強馬大賽（美國）的冠軍。外號為白色奇蹟（白色珍獸）。
原型为日本冠军级赛马玉藻十字。
- 忠兵衛（鼠兵衛）（配音：千葉繁）

首次登場於第2集。一隻原生活於北海道森林的小老鼠，初登場時因被擅自離開牧場尋找母親的黄金藏誤以為是野狗而成為黄金藏的老大。足智多謀的牠的志願是成為一名騎師。在黄金藏未找到正式的騎師策騎前一直在黄金藏的頭上充當騎師的角色，菅助成為黄金藏的騎師後則充當軍師。在皐月賞大賽中，忠兵衛為使黄金藏勝出比賽，不惜危站黄金藏的鼻上，拉著牠的毛將頭部押下，卻在終點前失手墜馬（漫畫版中，忠兵衛在打比大賽的終點被拋出，重傷死去。但在動畫版，此傷感情節被刪去，改為因墜馬而無法再騎馬。）。事後因傷不宜再次騎馬，但最後仍冒險出戰打比大賽，賽後光榮引退轉為助手。
- 牧場子（小霸女、閃電花子、碧綠女王）（配音：大谷育江；台灣：鄭仁君（衛視中文台）；香港：鄭麗麗）

父：周日寧靜 母：綠子（翡翠）

體色為白色。黃金藏的妹妹，比黄金藏小一歲。出身於崛江牧場（鬚子牧場）的她，因外表與黄金藏相似，令崛江父子聯想起戰勝自家牧場馬匹的黄金藏，故被趕出牧場。隨後過著流浪狗般的生活，在生死關頭被黑幫老大宮蔦救回。起初非常憎恨黄金藏，在與黄金藏對決後明白到哥哥的一片苦心，因而改變初衷。非常討厭札比度，暗戀對象為多利多達。
個性較黃金藏來的強硬潑辣，以致被宮蔦旗下的牧場員工稱作「流氓」，甚至不敢讓她照顧自己的孩子，而改由她的母親綠子來幫忙照顧。
在退役後將自稱改為了「老朽」，仍不改以前時期的火爆脾氣。
- 綠子（翡翠）（配音：有馬瑞香；台灣：鄭仁君（衛視中文台））

體色為棕色，兩眼之間和吻部為白色。黄金藏的母親。櫻花賞得主，後於伊莉莎伯女皇杯敗給小瀑布的母親興奮劑(對對碰)，後來因失去自信不停慘敗被迫引退。於第一集因為綠色牧場（碧綠牧場）的老闆飯富源次郎欠債累累，被賣到崛江父子的崛江牧場（鬚子牧場），被迫與年幼的黄金藏分開，之後更為了使黄金藏能獨立，假裝不認識他，雖然沒有說出口，但兩人都知道，當黄金藏成為一匹厲害的賽馬時，兩人就可以正式相認了。後因崛江牧場倒閉而被賣到京都的黑幫老大宮蔦手上與牧場子團聚。
結局時因為自己的女兒牧場子的個性無法照顧自己孩子的緣故，所以目前由她在照顧孫子。

### 主角（人物）
- 飯富 勝（只於動畫版登場）（配音：高山南；台灣：鄭仁君（衛視中文台）／馬君珮（迪士尼頻道））

飯富源次郎的獨生子，黃金藏的主人之一。暗戀對象為小瀑布的主人---本多麗。隨著黄金藏到蒙古修行時，多爾哲曾答應如果他能在摔角比賽中將多利古打敗便送他想要的東西，勝便以贖回黄金藏為前提向多利古下戰帖，不但三天不休息的努力接受昌虎的訓練，更因為體格和多利古相差太多而學會了「四兩撥千金」以應付對手，但最終因為擔心多利古被地上的尖石刺傷而落敗了。
- 飯富 源次郎（配音：緒方賢一）

飯富昌虎的弟弟，飯富勝的父親，黄金藏的主人之一，為人非常好色，自稱是牧場王的再生父母。
- 飯富 昌虎（配音：飯塚昭三）

飯富源次郎的哥哥，美浦馬匹訓練中心的練馬師，亦是黄金藏的練馬師。首次登場於第3集。因為其訓練之嚴格而被稱為「魔鬼練馬師」。曾被人誤會因其訓練過於嚴格而令受訓的「風鈴火山」和「超級飛彈」於同一天意外身亡。底子裡是一個比任何人都緊張馬匹健康的練馬師。

名稱來自武田信玄四天王之一飯富虎昌。
- 山本 菅助（配音：櫻井敏治；台灣：林凱羚（第7集至12集）→呂佩玉（第14集起）（衛視中文台））

黄金藏的騎師，身軀矮小。首次登場於第7集。初登場時被所屬馬房的主人飯富昌虎指派到北海道的綠色牧場，過去因為比賽中的一次意外令其策騎的馬匹「風鈴火山」死亡，因而對騎馬產生恐懼故不能再次騎馬，但因為拉屎藏的短小身軀，他坐在馬背上的視野與站立時無異而成功再次騎馬。在第14集，菅助聽了木曾騎師的說話後，相信「風鈴火山」是因飯富昌虎的嚴格訓練致死，因而與飯富先生發生口角，後來知道事實真相後與飯富先生和好。能與拉屎藏合作使出人馬合一的「啄木鳥跑法」。

名稱來自武田信玄軍師、武田二十四將山本勘助。
- 三枝 友則（配音：石田彰）

在綠色牧場工作的年輕人。人稱年輕人。名稱參考自武田二十四將三枝守友
- 胸尻 諸美

首次登場於第4集。賽馬記者，在看過拉屎藏的實力後非常看好黄金藏，經常提供各種賽馬資訊。

名稱來自賽馬記者諸星由美。

### 其他（馬匹）
本部所有馬匹都有與人類溝通說話的能力

#### 日本
- 小瀑布（卡斯特、卡士德、電波小子）（配音：玄田哲章）

父：周日寧靜 母：興奮劑（女英雄、對對碰、西洛朋）

主人：本多平七郎、本多麗

體色為黑色，黑色鬃毛，兩眼之間有呈V型的白色毛，有一旋風式瀏海。首次登場於第4集。擁有超凡的實力，被喻為為了稱霸世界而生的一匹超班賽馬。年僅兩歲已經被策騎接受各種嚴厲訓練。在勝出與拉屎藏的對決後成為拉屎藏的頭號目標。勝出朝日盃後被杜拜國王邀請到當地接受最為嚴格的地獄式訓練，回國後變得瘦骨嶙峋。最後在有馬紀念後因傷引退。外號為黑色帝王。
- 尼子疫苗（尼子強心針、共同通信盃前稱阿馬高）（配音：松本保典）

主人：阿馬高小姐

體色為淺棕色，紅色鬃毛，膝部以下為白色，馬王彼得二世的弟弟。首次登場於第23集。繼承了哥哥彼得二世的Shadow Roll並背負著為哥哥完成三連冠夢想的一匹馬。因為在共同通信盃中意外受傷，令足部的傷患復發，因而缺席打比大賽。後來勝出菊花賞並在有馬記念取得第二名。
- 彼得二世

主人：阿馬高小姐

體色為棕色，紅色鬃毛，膝部以下為白色。登場於第12、13集。尼子疫苗的哥哥，二連冠的馬王。擅長變動步速擾亂其他馬匹。在與小瀑布比賽兩個月後的函館紀念賽骨折引退，令三連冠夢想粉碎。
- 渦輪機（尼特尼克斯、大力神軍）

體色為深棕色，黑色鬃毛。得過日本盃冠軍，擅長跑爛地賽。在有馬記念取得第四名。
- 毛利亞路（莫利阿羅、毛利飛箭）

主人：毛利輝

體色為淺棕色，棕色鬃毛，兩眼之間有白毛伸延至吻部。首次登場於第32集。起初被稱為Lucky Horse（幸運馬），因為過去數次牠出賽的賽事，每逢有馬匹想突圍都會無故倒下，令牠最終勝出。事實上卻是牠在比賽中不擇手段，偷襲其他馬匹所致。因為牠的主人---小輝的父母欠債而需要外出打工，小輝便與毛利亞路相依為命，雖然牠希望彌補小輝心目中父母的地位，但始終不能使小輝感到快樂。為了幫助小輝一家籌錢還債，毛利亞路便不惜一切勝出比賽。後來在比賽中得到拉屎藏開解而改變個性。擅長快放。
- 大熊飛拳（嗶呀拿古爾）（配音：長嶝高士；香港：鄺樹培）

體色為深棕色，黑色鬃毛，齙牙。首次登場於第39集。來自九州，又被稱作肥前之熊，個性自大又喜歡受到觀眾注目，經常自以為是卻有正義感，實力非常強，被札比度稱做日本最強賽馬，卻因不懂控制自己的脾氣而經常失控。在日本打比大賽漏閘之下追上第三名。
在退役後曾與疾風藏一同前往巴黎嘗試玩賭馬，但賠的一蹋糊塗。
- 里美亞馬遜（亞馬遜）

體色為深灰色，黑色鬃毛，兩眼之間和吻部為白色，首次登場於第33集，十戰十勝的全勝馬。打比大賽的地區代表馬。個性傲慢，使得馬場中的其他馬匹都懼怕牠。
- 安格拉迪

體色為棕色，深棕色鬃毛，雌性馬。登場於第20、21集。
- 超級零食

體色為淺褐色，黑色鬃毛，為最強雌性馬，因為不想被人因為性別的關係瞧不起她而努力奮戰。名字首次登場於第45集，於第46集現身，和拉屎藏一起參加障礙賽。
- 生鬚雷電

體色為深灰色，黑色鬃毛。登場於第10集。崛江牧場在札幌新馬大賽派出的馬匹，因在終點前內閃而被取消資格。
- 鬚子風暴

登場於第20集。崛江牧場的主力馬匹之一，經常使用不擇手段阻止拉屎藏在比賽中勝出，絕招為三角戰術。
- 鬚子旋風

登場於第20集。崛江牧場的主力馬匹之一，經常使用不擇手段阻止拉屎藏在比賽中勝出，絕招為三角戰術。
- 鬚子浪漫

登場於第20集。崛江牧場的主力馬匹之一，經常使用不擇手段阻止拉屎藏在比賽中勝出，絕招為三角戰術。
- 維納斯旋風

體色為淺棕色，深棕色鬃毛，兩眼之間有呈V型的白色毛，雌性馬。登場於第17集。在京都每日新聞杯中勝出。
- 阿卡萊

體色為棕色，黑色鬃毛。曾奪取寶塚紀念，在協助小瀑布訓練後因傷引退。
- 雙鋒刃

體色為土黃色，金色鬃毛。彼得二世退役後，便取得了所有G1賽事的冠軍。首次登場於第50集。

#### 世界
- 札比度（薩比迪爾、札必得）

主人：多爾哲、多利古

體色為深灰色，黑色卷曲鬃毛。登場於第27-31集。拉屎藏在蒙古認識的馬，因牠的野性側對步跑法令拉屎藏重拾牠野性的獨特跑法。
- 耶路撒冷

被譽為世上最快的四歲馬，首次登場於第49集。
- 多利多達

體色為黑色，銀色鬃毛，胸口有一十字標記。美國傳說中的最強野生馬，為拉屎藏疾風飛馳跑法的始祖。在黑市賽馬時，使用「炸雞小子」這個名字。
- 狄里斯

多利多達的妹妹，多年前因為了躲避獵人追捕而不慎墜谷，受到巨大的精神打擊導致失明，還被壞人抓到礦山當苦工。一直以為哥哥已於當年遭獵人殺害，後來於美國的世界最強馬大賽和哥哥相遇。
- 薯條小子

與油炸雞脾同為美國黑市賽馬的馬匹。為大冷門。
- 穆古迪斯馬

墨西哥的一匹老馬。

### 其他（人物）

#### 日本
- 崛江 信彥（配音：渡部猛）

崛江牧場的老闆，後來牧場欠債倒閉，為了避債而逃亡到墨西哥。
- 本多 平七郎（配音：加賀谷純一）

本多麗的父親，本多牧場的老闆，小瀑布的主人之一。首次登場於第4集。非常富有，特別為小瀑布重蓋牧場、度身定造先進訓練儀器和邀請多匹名馬供小瀑布訓練。
名稱來自德川家康四天王之一本多平八郎忠勝。
- 本多 麗

本多平七郎的獨生女，小瀑布的主人之一。首次登場於第5集。個性嬌生慣養，不放小瀑布外的所有馬匹在眼內。
- 服部 政人（配音：大瀧進矢）

小瀑布的騎師，人稱「半藏」。首次登場於第5集。曾經策騎小瀑布的母親勝出伊莉莎伯女皇杯。為本多先生重金禮聘的實力派騎師。名稱來自德川家康家臣服部半藏
- 本曾 政義

登場於第14-18集。曾經是飯富昌虎馬房旗下的騎師，曾因自己於比賽中不聽從飯富先生的策略而令策騎的馬匹「超級飛彈」骨折死亡，後來反指責飯富先生的訓練過於嚴厲間接造成意外，雙方因而決裂。在第16集，本曾因想證明「超級飛彈」的意外為飯富先生的嚴格訓練造成，因而以自己策騎的「渦輪機」與飯富先生訓練的拉屎藏在函館三歲馬大賽中打賭，最後敗北。名稱來自武田信玄信濃家臣木曾義昌
- 瀧川 正和

渦輪機的騎師。曾經兩次奪得最佳騎師的實力派騎師，與小瀑布的騎師服部政人齊名。
- 立原 篠

彼得二世和尼子疫苗的練馬師。
- 毛利 輝

是毛利亞路的主人，父母由於泡沫經濟的崩潰而積欠大筆債務，為了工作償還債務不在身邊，也因此遭到同齡的小孩欺負，時常和毛利亞路一起玩踢球，毛利亞路可以說是陪在他身旁最親近的家人。名稱來自日本中国地方大名毛利輝元。
- 宮蔦（配音：藤本讓）

京都黑幫宮蔦一家的老大，牧場子的救命恩人，對牧場子愛護有加，不容許任何人傷害牧場子。
- 嶋島 智之（配音：大川透）

賽馬記者。為人非常好色，自稱有20年賽馬記者經驗，但卻經常胡亂判斷，事實上比後起之秀胸尻諸美更不濟。

#### 世界
- 多爾哲

札比度的主人之一。飯富昌虎20年前在蒙古結識的朋友。
- 多利古

多爾哲的大兒子，札比度的主人之一。擅長摔跤。
- 剛古

多爾哲的小兒子。
- 穆罕默德

美國富商，主辦世界最強馬大賽。

## 動畫
1996年3月2日起，動畫開始在日本富士電視台播放，一直到1997年7月12日才播放結束，共61話，動畫的製作公司是Studio Pierrot。

### 主題曲

#### 日本原版
片頭曲
走れマキバオー（原曲「走れコウタロー」）
作詞：池田謙吉，替詞：大田一水，作曲：池田謙吉、前田伸夫，編曲：石川鷹彦，歌：F.MAP
片尾曲
とってもウマナミ
作詞：淡谷三治，作曲：淡谷n'次郎、盆帆n'太郎，歌：MEN'S 5
註：該片尾曲於2014年被一些網友發現其曲調和金馬獎頒獎典禮的主題曲有些相像，但未引起太多注意。

#### 香港版
做馬仔
作詞：黎彼得，作曲：淡谷n'次郎、盆帆n'太郎，主唱：黃子華
註：改編日本原版片尾曲「とってもウマナミ」

### 播放时间
| 翡翠台 星期五 01:15－02:10 5月5日 01:15－02:35 | 翡翠台 星期五 01:15－02:10 5月5日 01:15－02:35     | 翡翠台 星期五 01:15－02:10 5月5日 01:15－02:35                                 |
| --- | -------------------------------------------------- | ------------------------------------------------------------------------------ |
| | 熱鬥小馬 （1999年10月8日－2000年5月5日）           |                                                                                |
| 新增動畫時段 | 爆熱時空（01:15－02:35） （2000年5月12日－7月1日） |                                                                                |
| 翡翠台 星期日 01:45－02:40 8月20日、8月27日 02:15－03:10 9月3日 03:10－04:05 9月16日起改為星期日 02:35－03:30 （若星期日暫停播映「本週球壇精選」則改為星期日深夜01:40－02:35） 2月25日 02:35－03:55 9月10日、1月28日暫停播映 |                                                    |                                                                                |
| 龍珠GT 重播，第1－64集 （1999年10月17日－2000年7月9日） | 熱鬥小馬 重播 （2000年7月16日－2001年2月25日）     | 蔡瀾嘆世界 重播 （2001年3月4日）快打旋風 (動畫) 重播 （2001年3月11日－7月1日） |

## 外部連結
- 熱鬥小馬動畫官方網站
- 熱鬥小馬漫畫官方網站